# Ironi Tyberiada
Ironi Tyberiada (hebr. עירוני טבריה) – izraelski klub piłkarski mający swoją siedzibę w Tyberiadzie. Występuje w Ligat ha’Al, najwyższym szczeblu piłkarskim w Izraelu.

## Historia
Ironi Tyberiada został założony w 2006. Nosił on wówczas nazwę Hapoel Galil Tahton. W sezonie 2006/2007 zajęli drugie miejsce w grupie B dywizji północnej w Liga Bet, co dało im prawo gry w barażach. W nich zajęli pierwsze miejsce w grupie i awansowali do Liga Alef. W sezonie 2013/2014 zajęli w niej drugie miejsce i zakwalifikowali się do baraży o Liga Leumit. W nich pokonali Maccabi Dalijat al-Karmil (2:1), Hapoel Migdal ha-Emek (1:1 k. 5:3), Hapoel Azor (1:1 k. 4:2) i Hapoel Jerozolima (3:0; 2:1) i awansowali na drugi poziom rozgrywkowy. Spadli z niego jednak po sezonie. Powrócili do tej ligi w sezonie 2022/2023, kiedy to zajęli w niej trzecie miejsce. W sezonie 2024/2025 zajęli drugie miejsce, co dało im awans do Ligat ha’Al.

## Stadion
Ironi Tyberiada w sezonie 2024/2025 rozgrywa swoje mecze na Green Stadium.

## Skład
Stan na 30 stycznia 2025
| Nr | Poz. | Piłkarz                                               |
| -- | ---- | ----------------------------------------------------- |
| 1  | BR   | Daniel Tenenbaum                                      |
| 5  | PO   | Jonatan Teper                                         |
| 6  | PO   | Fares Abu Akel                                        |
| 8  | PO   | Eitan Welblum                                         |
| 9  | NA   | Stanisław Biłeńki                                     |
| 13 | PO   | Ron Moshe Apelbaum (wypożyczony z Beitaru Nes Tubruk) |
| 14 | NA   | Waheb Habiballah                                      |
| 15 | OB   | Eli Balilti                                           |
| 17 | PO   | Snir Talias                                           |
| 23 | OB   | Ben Wahaba (kapitan)                                  |
| 37 | OB   | Ondřej Bačo                                           |
| 60 | BR   | Tal Bomshtein                                         |

| Nr | Poz. | Piłkarz                                     |
| -- | ---- | ------------------------------------------- |
| 70 | NA   | Jordan Botaka                               |
| 72 | OB   | Shay Konstantin                             |
| 99 | OB   | Haroon Shapso                               |
|    | BR   | Jones Abu Ganima                            |
|    | PO   | Dawid Keltjens                              |
|    | PO   | Or Levy                                     |
|    | PO   | Micha’el Ochanna                            |
|    | PO   | Matanel Tadesa                              |
|    | PO   | Basam Zaarura                               |
|    | NA   | Peter Michael (wypożyczony z CFR 1907 Cluj) |
|    | NA   | Basel Shaban                                |
|    | NA   | Niw Tubul                                   |